# Lietjärvi
Lietjärvi är en sjö i kommunen Mäntyharju i landskapet Södra Savolax i Finland. Sjön ligger 84,1 meter över havet. Arean är 55 hektar och strandlinjen är 4,03 kilometer lång. Sjön  ingår i Kymmene älvs huvudavrinningsområde.   Den ligger omkring 34 kilometer sydväst om S:t Michel och omkring 170 kilometer nordöst om Helsingfors. 